# Noords Kampioenschap 1972/77
Het Noords Kampioenschap 1972/77 was de 11e editie van dit voetbaltoernooi. Het toernooi werd gespeeld tussen 28 mei 1972 en 18 augustus 1977. Er waren vier deelnemers. Zweden werd kampioen.

## Eindstand
| Team       | Gsp | W | G | V | DV | DT | DS  | Ptn |
| ---------- | --- | - | - | - | -- | -- | --- | --- |
| Zweden     | 12  | 8 | 2 | 2 | 24 | 9  | +15 | 18  |
| Denemarken | 12  | 7 | 3 | 2 | 15 | 7  | +8  | 17  |
| Noorwegen  | 12  | 2 | 3 | 7 | 12 | 19 | –7  | 7   |
| Finland    | 12  | 1 | 4 | 7 | 10 | 26 | –16 | 6   |

## Wedstrijden

### 1972
|                                         |         |       |           |                                                                                            |
| 28 mei «onderlinge duels» 15:00 (UTC+2) | Finland | 0 – 0 | Noorwegen | Kupittaan Jalkapallostadion, Turku Toeschouwers: 4.828 Scheidsrechter: Curt Nystrand (SWE) |
| 28 mei «onderlinge duels» 15:00 (UTC+2) |         |       |           | Kupittaan Jalkapallostadion, Turku Toeschouwers: 4.828 Scheidsrechter: Curt Nystrand (SWE) |

|                                         |                                                                       |       |         |                                                                                            |
| 7 juni «onderlinge duels» 19:00 (UTC+1) | Denemarken                                                            | 3 – 0 | Finland | Københavns Idrætspark, Kopenhagen Toeschouwers: 23.301 Scheidsrechter: Rolf Andersen (NOR) |
| 7 juni «onderlinge duels» 19:00 (UTC+1) | Jørgen Kristensen 47' Jørgen Kristensen 80' Kresten Bjerre 88' (pen.) |       |         | Københavns Idrætspark, Kopenhagen Toeschouwers: 23.301 Scheidsrechter: Rolf Andersen (NOR) |

|                                              |                                      |       |            |                                                                                 |
| 29 juni «onderlinge duels» 19:00 uur (UTC+1) | Zweden                               | 2 – 0 | Denemarken | Malmö Stadion, Malmö Toeschouwers: 27.632 Scheidsrechter: Anders Mattsson (FIN) |
| 29 juni «onderlinge duels» 19:00 uur (UTC+1) | Bosse Larsson 2' Roland Sandberg 31' |       |            | Malmö Stadion, Malmö Toeschouwers: 27.632 Scheidsrechter: Anders Mattsson (FIN) |

|                                                   |                        |       |                                                     |                                                                              |
| 17 september «onderlinge duels» 13:15 uur (UTC+1) | Noorwegen              | 1 – 3 | Zweden                                              | Ullevaalstadion, Oslo Toeschouwers: 11.694 Scheidsrechter: Kurt Ohlsen (DEN) |
| 17 september «onderlinge duels» 13:15 uur (UTC+1) | Jan Fuglset 59' (pen.) |       | 14' Ralf Edström 60' Ralf Edström 86' Bosse Larsson | Ullevaalstadion, Oslo Toeschouwers: 11.694 Scheidsrechter: Kurt Ohlsen (DEN) |

### 1973
|                                              |               |       |           |                                                                                           |
| 21 juni «onderlinge duels» 19:00 uur (UTC+1) | Denemarken    | 1 – 0 | Noorwegen | Københavns Idrætspark, Kopenhagen Toeschouwers: 21.317 Scheidsrechter: Rolf Arnshed (SWE) |
| 21 juni «onderlinge duels» 19:00 uur (UTC+1) | Peter Dahl 9' |       |           | Københavns Idrætspark, Kopenhagen Toeschouwers: 21.317 Scheidsrechter: Rolf Arnshed (SWE) |

|                                         |                  |       |                       |                                                                                     |
| 8 juli «onderlinge duels» 18:00 (UTC+1) | Zweden           | 1 – 1 | Finland               | Örjans vall, Halmstad Toeschouwers: 16.547 Scheidsrechter: Henry Verner Øberg (NOR) |
| 8 juli «onderlinge duels» 18:00 (UTC+1) | Yngve Leback 41' |       | 46' Jouko Suomalainen | Örjans vall, Halmstad Toeschouwers: 16.547 Scheidsrechter: Henry Verner Øberg (NOR) |

|                                              |                    |       |                                          |                                                                                          |
| 29 augustus «onderlinge duels» 19:00 (UTC+2) | Finland            | 1 – 2 | Zweden                                   | Olympisch Stadion, Helsinki Toeschouwers: 18.552 Scheidsrechter: Edgar H. Pedersen (DEN) |
| 29 augustus «onderlinge duels» 19:00 (UTC+2) | Heikki Suhonen 33' |       | 49' Conny Torstensson 88' Harry Svensson | Olympisch Stadion, Helsinki Toeschouwers: 18.552 Scheidsrechter: Edgar H. Pedersen (DEN) |

|                                                   |            |                       |           |                                                                                       |
| 23 september «onderlinge duels» 13:00 uur (UTC+1) | Denemarken | 0 – 1                 | Noorwegen | Lerkendalstadion, Trondheim Toeschouwers: 15.100 Scheidsrechter: Georg Krutelew (FIN) |
| 23 september «onderlinge duels» 13:00 uur (UTC+1) |            | 32' Hans Ewald Hansen |           | Lerkendalstadion, Trondheim Toeschouwers: 15.100 Scheidsrechter: Georg Krutelew (FIN) |

### 1974
|                                             |            |                                           |        |                                                                                            |
| 3 juni «onderlinge duels» 16:00 uur (UTC+1) | Denemarken | 0 – 2                                     | Zweden | Københavns Idrætspark, Kopenhagen Toeschouwers: 41.100 Scheidsrechter: Olavi Peltola (FIN) |
| 3 juni «onderlinge duels» 16:00 uur (UTC+1) |            | 26' Roland Sandberg 86' Conny Torstensson |        | Københavns Idrætspark, Kopenhagen Toeschouwers: 41.100 Scheidsrechter: Olavi Peltola (FIN) |

|                                         |                       |       |                       |                                                                         |
| 6 juni «onderlinge duels» 19:30 (UTC+2) | Finland               | 1 – 1 | Denemarken            | Raatti, Oulu Toeschouwers: 9.210 Scheidsrechter: Svein Inge Thime (NOR) |
| 6 juni «onderlinge duels» 19:30 (UTC+2) | Matti Paatelainen 71' |       | 42' Bjarne Pettersson | Raatti, Oulu Toeschouwers: 9.210 Scheidsrechter: Svein Inge Thime (NOR) |

|                                                 |                      |       |                                     |                                                                                   |
| 8 augustus «onderlinge duels» 19:00 uur (UTC+1) | Zweden               | 2 – 1 | Noorwegen                           | Ullevi, Göteborg Toeschouwers: 21.953 Scheidsrechter: Edgar Helmut Pedersen (DEN) |
| 8 augustus «onderlinge duels» 19:00 uur (UTC+1) | Eine Fredriksson 53' |       | 37' Harry Hestad 67' Staffan Tapper | Ullevi, Göteborg Toeschouwers: 21.953 Scheidsrechter: Edgar Helmut Pedersen (DEN) |

|                                              |                  |       |                                          |                                                                                   |
| 15 augustus «onderlinge duels» 19:00 (UTC+1) | Noorwegen        | 1 – 2 | Finland                                  | Ullevaalstadion, Oslo Toeschouwers: 11.000 Scheidsrechter: Erik Fredriksson (SWE) |
| 15 augustus «onderlinge duels» 19:00 (UTC+1) | Tor Johansen 73' |       | 31' Aki Heiskainen 37' Matti Paatelainen | Ullevaalstadion, Oslo Toeschouwers: 11.000 Scheidsrechter: Erik Fredriksson (SWE) |

### 1975
|                                         |                                                         |       |                                                                                 |                                                                                         |
| 15 mei «onderlinge duels» 18:30 (UTC+2) | Finland                                                 | 3 – 5 | Noorwegen                                                                       | Olympisch Stadion, Helsinki Toeschouwers: 12.031 Scheidsrechter: Erik Fredriksson (SWE) |
| 15 mei «onderlinge duels» 18:30 (UTC+2) | Miikka Toivola 3' Aki Heiskainen 65' Miikka Toivola 67' |       | 14' Svein Kvia 48' Helge Skuseth 79' Tom Lund 81' Stein Thunberg 83' Svein Kvia | Olympisch Stadion, Helsinki Toeschouwers: 12.031 Scheidsrechter: Erik Fredriksson (SWE) |

|                                          |                                            |       |         |                                                                                  |
| 25 juni «onderlinge duels» 19:00 (UTC+1) | Denemarken                                 | 2 – 0 | Finland | Idrætsparken, Kopenhagen Toeschouwers: 13.600 Scheidsrechter: Erik Axelryd (SWE) |
| 25 juni «onderlinge duels» 19:00 (UTC+1) | Ole Bjørnmose 10' Erkki Vihtilä 83' (e.d.) |       |         | Idrætsparken, Kopenhagen Toeschouwers: 13.600 Scheidsrechter: Erik Axelryd (SWE) |

|                                                   |        |       |            |                                                                                  |
| 25 september «onderlinge duels» 19:00 uur (UTC+1) | Zweden | 0 – 0 | Denemarken | Malmö Stadion, Malmö Toeschouwers: 22.187 Scheidsrechter: Svein Inge Thime (NOR) |
| 25 september «onderlinge duels» 19:00 uur (UTC+1) |        |       |            | Malmö Stadion, Malmö Toeschouwers: 22.187 Scheidsrechter: Svein Inge Thime (NOR) |

### 1976
|                                         |         |                                            |        |                                                                                        |
| 1 juni «onderlinge duels» 19:00 (UTC+2) | Finland | 0 – 2                                      | Zweden | Olympisch Stadion, Helsinki Toeschouwers: 16.116 Scheidsrechter: Ivar Fredriksen (NOR) |
| 1 juni «onderlinge duels» 19:00 (UTC+2) |         | 49' Conny Torstensson 58' Anders Linderoth |        | Olympisch Stadion, Helsinki Toeschouwers: 16.116 Scheidsrechter: Ivar Fredriksen (NOR) |

|                                              |           |       |            |                                                                              |
| 24 juni «onderlinge duels» 19:00 uur (UTC+1) | Noorwegen | 0 – 0 | Denemarken | Brannstadion, Bergen Toeschouwers: 10.120 Scheidsrechter: Ulf Eriksson (SWE) |
| 24 juni «onderlinge duels» 19:00 uur (UTC+1) |           |       |            | Brannstadion, Bergen Toeschouwers: 10.120 Scheidsrechter: Ulf Eriksson (SWE) |

|                                              | |       |         |                                                                                |
| 11 augustus «onderlinge duels» 19:00 (UTC+1) | Zweden | 6 – 0 | Finland | Malmö Stadion, Malmö Toeschouwers: 11.737 Scheidsrechter: Torben Månsson (DEN) |
| 11 augustus «onderlinge duels» 19:00 (UTC+1) | Thomas Sjöberg 26' Anders Ljungberg 39' (pen.) Thomas Sjöberg 56' Mats Werner 59' (pen.) Torbjörn Nilsson 81' Bo Börjesson 82' |       |         | Malmö Stadion, Malmö Toeschouwers: 11.737 Scheidsrechter: Torben Månsson (DEN) |

|                                |                                                        |       |           |                                                                            |
| 25 augustus «onderlinge duels» | Denemarken                                             | 3 – 0 | Noorwegen | Vejlestadion, Vejle Toeschouwers: 9.300 Scheidsrechter: Mauri Laakso (FIN) |
| 25 augustus «onderlinge duels» | Per Røntved 6' (pen.) Kurt Hansen 37' Heino Hansen 85' |       |           | Vejlestadion, Vejle Toeschouwers: 9.300 Scheidsrechter: Mauri Laakso (FIN) |

|                                                   |                                                       |       |                                          |                                                                                  |
| 22 september «onderlinge duels» 19:00 uur (UTC+1) | Noorwegen                                             | 3 – 2 | Zweden                                   | Ullevaalstadion, Oslo Toeschouwers: 23.000 Scheidsrechter: Gunnar Hellgren (FIN) |
| 22 september «onderlinge duels» 19:00 uur (UTC+1) | Stein Thunberg 4' Stein Thunberg 17' Pål Jacobsen 87' |       | 53' Conny Torstensson 82' Thomas Sjöberg | Ullevaalstadion, Oslo Toeschouwers: 23.000 Scheidsrechter: Gunnar Hellgren (FIN) |

### 1977
|                                             |                      |       |           |                                                                              |
| 26 mei «onderlinge duels» 19:00 uur (UTC+1) | Zweden               | 1 – 0 | Noorwegen | Ullevi, Göteborg Toeschouwers: 12.836 Scheidsrechter: Tapani Sahlström (FIN) |
| 26 mei «onderlinge duels» 19:00 uur (UTC+1) | Anders Linderoth 66' |       |           | Ullevi, Göteborg Toeschouwers: 12.836 Scheidsrechter: Tapani Sahlström (FIN) |

|                                              |                                    |       |                 |                                                                                          |
| 15 juni «onderlinge duels» 19:00 uur (UTC+1) | Denemarken                         | 2 – 1 | Zweden          | Københavns Idrætspark, Kopenhagen Toeschouwers: 44.500 Scheidsrechter: Henry Øberg (NOR) |
| 15 juni «onderlinge duels» 19:00 uur (UTC+1) | Per Røntved 48' Allan Simonsen 70' |       | 62' Olle Nordin | Københavns Idrætspark, Kopenhagen Toeschouwers: 44.500 Scheidsrechter: Henry Øberg (NOR) |

|                                          |                    |       |                                                   |                                                                                       |
| 22 juni «onderlinge duels» 20:00 (UTC+2) | Finland            | 1 – 2 | Denemarken                                        | Olympisch Stadion, Helsinki Toeschouwers: 9.800 Scheidsrechter: Lars Åke Björck (SWE) |
| 22 juni «onderlinge duels» 20:00 (UTC+2) | Jyrki Nieminen 83' |       | 58' Preben Elkjær Larsen 61' Preben Elkjær Larsen | Olympisch Stadion, Helsinki Toeschouwers: 9.800 Scheidsrechter: Lars Åke Björck (SWE) |

|                                              |                 |       |                       |                                                                              |
| 18 augustus «onderlinge duels» 19:00 (UTC+1) | Noorwegen       | 1 – 1 | Finland               | Ullevaalstadion, Oslo Toeschouwers: 10.263 Scheidsrechter: Poul Jensen (DEN) |
| 18 augustus «onderlinge duels» 19:00 (UTC+1) | Odd Iversen 15' |       | 86' Matti Paatelainen | Ullevaalstadion, Oslo Toeschouwers: 10.263 Scheidsrechter: Poul Jensen (DEN) |